# Mennersberg
Mennersberg ist ein in der Oberpfalz gelegener Weiler, der ein Gemeindeteil von Kastl ist.

## Lage
Der Ort befindet sich in der Region Oberpfälzer Jura und liegt in der nach Kastl benannten Gemarkung. Mennersberg ist einer von 39 Ortsteilen des Marktes Kastl. Der Weiler liegt eineinhalb Kilometer nordwestlich der Ortsmitte von Kastl. Unmittelbar südöstlich von Mennersberg befinden sich die Sportanlagen und das Vereinsheim des TuS Kastl 1924 e. V.

## Verkehr
Die einzige Anbindung an das öffentliche Straßenverkehrsnetz bildet eine einen Kilometer lange Gemeindeverbindungsstraße, die in Kastl beginnt und am westlichen Ortsrand des Weilers endet. Vom ÖPNV wird der Ort nicht angefahren. Die nächstgelegene Haltestelle befindet sich im knapp einen Kilometer südlich gelegenen Pfaffenhofen und wird von der Buslinie 460 des VGN bedient.

## Kultur und Sehenswürdigkeiten

### Bauwerke
Mit einem eingeschossigen Wohnstallhaus aus dem  18. Jahrhundert gibt es im westlichen Ortsbereich ein denkmalgeschütztes Bauwerk.